# رکس لیزینگ
رکس لیزینگ (انگلیسی: Rex Lease؛  ‏۱۱ فوریهٔ ۱۹۰۳ – ۳ ژانویهٔ ۱۹۶۶) بازیگر اهل ایالات متحده آمریکا بود.
از فیلم‌هایی که وی در آن نقش داشته‌است، می‌توان به قهرمان دانشکده اشاره کرد.